# Frederik Weibel
Frederik Weibel (født 3. juni 1991 i Hillerød) er en dansk fodboldspiller, der spiller for Hellerup IK i 2. division.

## Karriere
Weibel fik sin fodboldopdragelse i klubberne Hillerød GI og Skjold Birkerød. Som U/15 spiller skiftede han i 2005 til Akademisk Boldklubs ungdomsafdeling. Her spillede han ét år inden han i juli 2006 tog turen til Lyngby Boldklub som juniorspiller. I Lyngby var han med til at vinde Danmarksmesterskabet i Juniorligaen, og han spillede 10 kampe og scorede ét mål i det første halve år i klubben. I december 2006 var han til prøvetræning hos den engelske klub Blackburn Rovers, og i september 2007 var han i Manchester City.
I sæsonen 2009/10 spillede Frederik Weibel for Lyngby BKs U/19 hold. Dette blev også hans foreløbig sidste sæson i klubben.

### Akademisk Boldklub
Frederik Weibel vendte i sommeren 2010 tilbage til Akademisk Boldklub, hvor han underskrev en 2-årig kontrakt. Dette skete efter at klubben havde sagt farvel til fem ældre spillere, og erstattede dem med fem unge spillere.
Den 30. marts 2012, få dage før forårspremieren på 1. division 2011-12, meddelte AB at de havde forlænget kontrakten med Weibel til 30. juni 2014. Samtidig skulle Frederik Weibel fra sommeren 2012 starte på den 2-årige uddannelse som markedsføringsøkonom. I premierekampen den 5. april 2012 mod Viborg FF på udebane scorede Weibel kampens første mål, da AB spillede 2-2 på Energi Viborg Arena. Dette var hans andet mål for AB.

### Hellerup IK
I januar 2013 skiftede Weibel til Hellerup IK i 2. division.